# Mordellistena tondui
Mordellistena tondui es una especie de coleóptero de la familia Mordellidae.

## Distribución geográfica
Habita en  Argelia.